# Victor Ivanovitsch Motschulsky
Victor Ivanovitsch Motschulsky (Ibland Victor von Motschulsky, ryska : Виктор Иванович Мочульский), född 11 april 1810 i S:t Petersburg, Ryssland, död 5 juni 1871 i Simferopol, Ryssland, var en rysk entomolog som främst intresserade sig för skalbaggar.
Motschulsky var överste kejserliga armén och företog omfattande utlandsresor. Han studerade och beskrev många nya arter av skalbaggar från Sibirien, Alaska, USA, Europa och Asien. Även om han tenderade att ignorera tidigare arbeten och hans eget arbete med klassificering var av dålig kvalitet, gav han stora bidrag till entomologin genom sin utforskning av hittills obearbetade regioner, ofta i mycket svår terräng. Han beskrev många nya släkten och arter, varav en stor andel fortfarande är giltigt.

## Resor
Av Motschulskys resor kan nämnas:
- 1836 - Frankrike, Schweiz och Alperna, norra Italien och Österrike,
- 1839-1840 - ryska Kaukasien, Astrakhan, Kazan och Sibirien,
- 1847 - Kirgizistan,
- 1850-1851 - Tyskland, Österrike, Egypten, Indien, Frankrike, England, Belgien och Kroatien,
- 1853 - USA, Panama, ned återresa till S:t Petersburg via Hamburg, Kiel och Köpenhamn,
- 1853 - Tyskland, Schweiz och Österrike.

## Arbeten
Motschulsky publicerade 45 verk, främst inom biogeografiska, biologiska, eller systematiska områden av entomologin. Många av dessa verk är baserade på studier av insektssamlingar, som har skapats av ett stort antal andra naturforskare, särskilt ryssar som hade varit i Sibirien. De flesta av hans verk berör området Coleoptera, men några är på Lepidoptera och Hemiptera.
Motschulsky byggde också upp samlingar av andra leddjursgrupper såsom myriapods, ibland beskriva som arter under namnet "Victor".  Hans omfattande samlingar är numera uppdelad mellan Moskvas universitet, Zoologiska museet i Sankt Petersburg, det Humboldts Museum och tyska Entomologiska institutet.